# Черемиска (Нижньогородська область)
Черемиска (рос. Черемиска) — село в Лисковському районі Нижньогородської області Російської Федерації.
Населення становить 22 особи. Входить до складу муніципального утворення Кисловська сільрада.

## Історія
Від 2009 року входить до складу муніципального утворення Кисловська сільрада.

## Населення
| 2002 | 2010 |
| ---- | ---- |
| 50   | ↘22  |